# Kudat
Huyện Kudat là một huyện thuộc bang Sabah của Malaysia. Huyện Kudat có dân số thời điểm năm 2010 ước tính khoảng 83123 người.